# European Club Cup
De European Club Cup, ook bekend als European Cup of European Championship of Clubs, is een Europese competitie voor schaakverenigingen. Het wordt georganiseerd door de European Chess Union (ECU) namens de FIDE. De European Club Cup wordt sinds 1976 georganiseerd, aanvankelijk in de drie jaar, later elke twee jaar. Sinds 1992 vindt het elk jaar plaats. De Variant Breda uit Breda is de enige Nederlandse winnaar en won het toernooi in 1998.
Sinds het begin van het toernooi zijn er verschillende systemen gebruikt. Sinds 2000 wordt de European Club Cup volgens het Zwitserse systeem in zeven rondes ingedeeld. De partijen worden van september tot en met oktober op een centrale locatie gespeeld. Er zijn twee afzonderlijke competities: het Open toernooi wat wordt gespeeld door teams met zes spelers, waarbij gemengde teams zijn toegestaan. Alleen damesteams strijden in de European Club Cup voor vrouwen, die sinds 1996 plaatsvindt en bestaat uit vier spelers. 
Landen die een nationale clubcompetitie hebben (in Nederland, de Meesterklasse ) kunnen twee teams inschrijven. De andere landen hebben elk één vertegenwoordiger. De vijf sterkste nationale schaakfederaties, volgens de lijst van verenigingen die wordt bijgehouden door de ECU, mogen extra teams inschrijven. 

## Lijst met winnaars
| Jaar | Plaats                    | Winnaar                                |
| ---- | ------------------------- | -------------------------------------- |
| 1956 | Belgrado                  | Partizan Belgrado                      |
| 1976 | Solingen                  | Burevestnik Moskou, SG Solingen        |
| 1979 | Bad Lauterberg in de Harz | Burevestnik Moskou                     |
| 1982 | Boedapest                 | Spartacus Boedapest                    |
| 1984 | Moskou                    | Trud Moskou                            |
| 1986 | Moskou                    | CSKA Moskou                            |
| 1988 | Rotterdam                 | CSKA Moskou                            |
| 1990 | Solingen                  | CSKA Moskou, SG Solingen               |
| 1992 | Solingen                  | Bayern München                         |
| 1993 | Hilversum                 | Lyon-Oyonnax Échecs                    |
| 1994 | Lyon                      | Lyon-Oyonnax Échecs, ŠK Bosna Sarajevo |
| 1995 | Ljubljana                 | Yerevan City                           |

| Jaar | Plaats    | Winnaar Open             | Plaats              | Winnaar vrouwen                        |
| ---- | --------- | ------------------------ | ------------------- | -------------------------------------- |
| 1996 | Boedapest | Sberbank Tatarstan Kazan | Smederevska Palanka | Agrouniverzal Belgrado, Merani Tbilisi |
| 1997 | Kazan     | Ladia Azov               | Rijeka              | Goša Smederevska Palanka               |
| 1998 | Belgrado  | Panfox Breda             | Wuppertal           | CS Aem Luxten Timişoara                |
| 1999 | Bugojno   | Bosna Sarajevo           | Nova Gorica         | Rudenko School Kherson                 |
| 2000 | Neum      | Bosna Sarajevo           | Halle (Saale)       | Agrouniverzal Belgrado                 |
| 2001 | Panormos  | Nikkel Norilsk           | Belgrado            | Agrouniverzal Belgrado                 |
| 2002 | Kallithea | Bosna Sarajevo           | Antalya             | SK BAS Belgrado                        |
| 2003 | Rethymno  | NAO Parijs               | Rethymno            | Internet CG Podgorica                  |
| 2004 | Çeşme     | NAO Parijs               | Izmir               | NTN Tbilisi                            |

| Jaar | Plaats                    | Winnaar Open                    | Winnaar vrouwen         |
| ---- | ------------------------- | ------------------------------- | ----------------------- |
| 2005 | Saint-Vincent             | Tomsk-400                       | NTN Tbilisi             |
| 2006 | Fügen                     | Tomsk-400                       | Mika Yerevan            |
| 2007 | Kemer                     | Linex Magic Merida              | CE Monte Carlo          |
| 2008 | Kallithea                 | Ural Oblast Sverdlovsk          | CE Monte Carlo          |
| 2009 | Ohrid                     | Economist-SGSEU-1 Saratov       | Spartak Widnoje         |
| 2010 | Plovdiv                   | Economist-SGSEU-1 Saratov       | CE Monte Carlo          |
| 2011 | Rogaška Slatina           | Sint-Petersburg Schaakfederatie | AVS Krasnoturinsk       |
| 2012 | Eilat                     | SOCAR Azerbeidzjan              | CE Monte Carlo          |
| 2013 | Rhodes                    | G-Team Novy Bor                 | CE Monte Carlo          |
| 2014 | Bilbao                    | SOCAR Azerbeidzjan              | Batoemi Schaakclub Nona |
| 2015 | Skopje                    | Siberië Novosibirsk             | Nona                    |
| 2016 | Novi Sad                  | Alkaloïde Skopje                | CE Monte Carlo          |
| 2017 | Antalya                   | Globus                          | Batoemi Schaakclub Nona |
| 2018 | Porto Carras (Chalcidice) | Medny Wsadnik Sint-Petersburg   | CE Monte Carlo          |
| 2019 | Ulcinj                    | Obiettivo Risarcimento Padua    | Nona                    |

## Externe koppelingen
- (en)  Geschiedenis van de European Club Cup van OlimpBase
- (en)  Geschiedenis van de Women's European Club Cup van Olimpbase
- (en)  Overzicht in tabelvorm van de vorige wedstrijden van de European Club Cup door OlimpBase
- (en)  Overzicht in tabelvorm van de vorige winnaars van de Olimpbase Women's European Club Cup
- (en)  Toernooireglement van de European Chess Union (ECU), vanaf pagina 13 van de European Club Cup (Word-bestand, Engels)